# Luật Giáo dục nghề nghiệp 2014
Luật Giáo dục nghề nghiệp 2014 (số ký hiệu: 74/2014/QH13, tên quốc tế: 2014 Law on Vocational Education) là văn bản quy phạm pháp luật quy định về lĩnh vực giáo dục nghề nghiệp của Việt Nam, mang tính định hướng luật hóa chủ trương đột phá chiến lược về giáo dục quốc dân, người lao động và nguồn nhân lực trong giai đoạn hội nhập kinh tế quốc tế những năm 2010. Hệ thống giáo dục nghề nghiệp mới được quy định phân tách khỏi giáo dục đại học, theo hướng gắn với nhu cầu lao động, nghề nghiệp của xã hội, mở cửa tính tư thục bằng việc khuyến khích doanh nghiệp, tổ chức xã hội tham gia, tăng tính tự chủ của các cơ sở giáo dục công lập lẫn tư thục, đồng thời sử dụng các chương trình đào tạo, giảng dạy tham khảo quốc tế, giữ vững các chính sách văn hóa, phong tục với nhà giáo và người học. Luật chính thức có hiệu lực từ ngày 1 tháng 7 năm 2015, và Bộ Lao động – Thương binh và Xã hội tiếp tục được phân công là cơ quan chủ trì quản lý nhà nước về lĩnh vực này.
Thay vì tên gọi ban đầu của dự án xây dựng luật là "Luật Sửa đổi, bổ sung một số điều của Luật Dạy nghề", tên gọi được đổi thành "giáo dục nghề nghiệp" và ban hành đồng nghĩa với việc khiến Luật Dạy nghề 2006 hết hiệu lực. Luật gồm 8 chương, 79 điều, quy định các vấn đề hệ thống giáo dục nghề nghiệp; tổ chức, hoạt động của cơ sở giáo dục nghề nghiệp; và quyền, nghĩa vụ của tổ chức, cá nhân tham gia hoạt động giáo dục nghề nghiệp. Các tổ chức giáo dục nghề nghiệp phải tuân thủ một số quy định về hình thức tổ chức, việc kiểm định chất lượng, chính sách áp dụng, vấn đề tài sản và tài chính; được tự chủ áp dụng các phương thức đào tạo chính quy, đào tạo thường xuyên, khuyến khích hợp tác quốc tế. Bên cạnh đó, nhà giáo và người học được quan tâm đặc biệt bằng nhiều chính sách xã hội ưu đãi theo hướng bền vững.

## Bối cảnh
Đầu năm 2011, Đại hội đại biểu toàn quốc lần thứ XI của Đảng Cộng sản Việt Nam ban hành nhiều văn kiện, trong đó có nghị quyết xác định tầm quan trọng của nhân lực nói chung, nhân lực lao động kỹ thuật trực tiếp nói riêng trong phát triển kinh tế đất nước, đưa đây làm 1 trong 3 đột phá chiến lược trong Chiến lược phát triển kinh tế – xã hội 2011–2020, và nhấn mạnh rằng:
...Phát triển nhanh nguồn nhân lực, nhất là nguồn nhân lực chất lượng cao, tập trung vào việc đổi mới căn bản và toàn diện nền giáo dục quốc dân; gắn kết chặt chẽ phát triển nguồn nhân lực với phát triển và ứng dụng khoa học, công nghệ.
Theo đó vào thời điểm này, giáo dục đào tạo nói chung, dạy nghề nói riêng được coi là động lực quan trọng nhất cho sự phát triển. Do vậy, vào tháng 9–10 năm 2013, Hội nghị lần thứ 8 của Ban Chấp hành Trung ương Đảng khóa XI đã ban hành nghị quyết về "Đổi mới căn bản, toàn diện giáo dục và đào tạo, đáp ứng yêu cầu công nghiệp hóa, hiện đại hóa trong điều kiện kinh tế thị trường định hướng xã hội chủ nghĩa và hội nhập quốc tế", trong đó xác định mục tiêu, nhiệm vụ, giải pháp đổi mới căn bản, toàn diện giáo dục, đào tạo nói chung, dạy nghề nói riêng. Với chỉ đạo từ Đảng, và việc Luật Dạy nghề 2006 là đạo luật đang có hiệu lực, công tác sửa đổi, bổ sung luật này được đặt ra, nhằm hoàn thiện hệ thống pháp luật về dạy nghề theo tinh thần đổi mới căn bản, toàn diện. Luật Dạy nghề 2006 được Quốc hội khóa XI thông qua ngày 26 tháng 11 năm 2006 và có hiệu thực thi hành từ ngày 1 tháng 6 năm 2007. Năm 2012, Bộ Lao động – Thương binh và Xã hội (MOLISA) tổng kết, đánh giá 5 năm thi hành, khẳng định luật này mang lại nhiều kết quả đáng khích lệ trong phát triển nhân lực cho quốc gia, có thể kể đến việc lần đầu tiên hệ thống dạy nghề với 3 cấp trình độ đào tạo là sơ cấp nghề, trung cấp nghề và cao đẳng nghề được hình thành và phát triển ở Việt Nam, góp phần đáp ứng nhu cầu về lao động kỹ thuật trực tiếp trong sản xuất, dịch vụ. Các quy định của luật này đã điều chỉnh hầu hết các quan hệ xã hội phát sinh trong lĩnh vực dạy nghề.
Tuy nhiên, MOLISA đánh giá rằng bên cạnh những đóng góp, do tình hình kinh tế – xã hội của đất nước nói chung, giáo dục, đào tạo nói riêng đã có những thay đổi, nên một số quy định trong Luật Dạy nghề 2006 không còn phù hợp với thực tiễn. Một số quy định chưa tạo được cơ chế linh hoạt, phù hợp với tính đa dạng, phong phú trong dạy nghề, cụ thể như mục tiêu dạy nghề ở các cấp trình độ chưa định hướng vào chuẩn đầu ra là vị trí làm việc của người lao động; chưa quy định cụ thể về dạy nghề thường xuyên để lấy bằng tốt nghiệp cao đẳng nghề, bằng tốt nghiệp trung cấp nghề và chứng chỉ sơ cấp nghề, trong khi đây là nhu cầu, nguyện vọng chính đáng của người học. Luật định về quyền và nghĩa vụ của doanh nghiệp trong hoạt động dạy nghề còn chưa cụ thể, doanh nghiệp chưa thực sự là một chủ thể của hoạt động dạy nghề; chính sách đối với cơ sở dạy nghề dạy nghề tư thục còn thiếu, chưa tạo sự bình đẳng trong hoạt động dạy nghề. Về quan hệ xã hội phát sinh trong hoạt động dạy nghề thì chưa có quy định điều chỉnh hoặc có điều chỉnh nhưng chưa cụ thể, ví dụ như các vấn đề về điều kiện, thẩm quyền thành lập các cơ sở dạy nghề có vốn đầu tư nước ngoài; về các loại hình sở hữu cơ sở dạy nghề; về hợp tác quốc tế dạy nghề. Bên cạnh đó, luật 2006 còn thiếu đồng bộ, thống nhất với hệ thống các văn bản luật khác có liên quan như Bộ Luật Lao động 2012, Luật Viên chức 2010, Luật Giáo dục 2005 sửa đổi 2009, Luật Thuế thu nhập doanh nghiệp 2008 sửa đổi 2013, làm cho một số quy định không còn phù hợp.

## Soạn thảo, ban hành
Năm 2012, theo quy định của Luật Ban hành văn bản quy phạm pháp luật 2008, Chính phủ đã giao MOLISA thành lập Ban Soạn thảo Dự án Luật với trưởng ban là Bộ trưởng MOLISA Phạm Thị Hải Chuyền, với sự tham gia của đại diện lãnh đạo các cơ quan, tổ chức là Bộ Tư pháp, Văn phòng Chính phủ, Bộ Kế hoạch và Đầu tư, Bộ Tài chính, Bộ Nội vụ, Bộ Giáo dục và Đào tạo, Tổng Liên đoàn Lao động Việt Nam, Hội Nông dân Việt Nam, Liên minh Hợp tác xã Việt Nam, Trung ương Đoàn Thanh niên Cộng sản Hồ Chí Minh, Phòng Thương mại và Công nghiệp Việt Nam và Hiệp hội Dạy nghề và Nghề công tác xã hội Việt Nam. Ban Soạn thảo đã tiến hành các hoạt động phục vụ cho việc xây dựng dự thảo Luật Sửa đổi, bổ sung một số điều của Luật Dạy nghề, cụ thể như tổ chức tổng kết, đánh giá 5 năm thi hành luật trong năm 2012 và 2013, rà soát các quy định của pháp luật hiện hành có liên quan đến dạy nghề như: Bộ Luật lao động, Luật Giáo dục, Luật Đầu tư, Luật Doanh nghiệp, Luật Thuế thu nhập doanh nghiệp, Luật Viên chức, pháp luật về tài chính, bình đẳng giới; đánh giá tác động kinh tế – xã hội, tác động của thủ tục hành chính của dự thảo luật; tổ chức nghiên cứu một số luật về giáo dục đào tạo, dạy nghề, phát triển kỹ năng người học của một số nước; tổ chức nhiều hội thảo, hội nghị với các bộ, ngành, địa phương, cơ sở dạy nghề, các nhà khoa học cho ý kiến về dự thảo luật. Dự án luật đã được tổ chức lấy ý kiến bằng văn bản của các bộ, ngành; địa phương, tổ chức chính trị – xã hội và cơ sở dạy nghề; đăng tải trên Cổng thông tin điện tử của Bộ Lao động – Thương binh và Xã hội để lấy ý kiến rộng rãi của các tổ chức, cá nhân liên quan đến hoạt động dạy nghề.
Ngày 29 tháng 11 năm 2013, dự án luật đã được Hội đồng thẩm định do Bộ Tư pháp thành lập tổ chức thẩm định. Trên cơ sở ý kiến của Hội đồng thẩm định, Ban Soạn thảo đã nghiên cứu, tiếp thu ý kiến, chỉnh lý. Sau đó, ngày 25 tháng 12 cùng năm, tại phiên họp chuyên đề về công tác xây dựng pháp luật, Chính phủ đã thảo luận và nhất trí trình Quốc hội dự án luật này. Khi được thảo luận ở Quốc hội, có những ý kiến trái chiều về dề dự án luật, theo đó quyết định đổi tên "Luật Sửa đổi, bổ sung một số điều của Luật Dạy nghề 2006" thành "Luật Giáo dục nghề nghiệp", tức một cái tên mới bởi dự án có đa số điều khoản thay thế so với luật cũ. Đến ngày 27 tháng 11 năm 2014, dự án được biểu quyết thông qua với tỷ lệ 55,13%, với 412 đại biểu tham dự, 274 tán thành, 125 không tán thành và 13 đại biểu không biểu quyết. Đây là tỷ lệ thấp nhất từ trước cho đến thời điểm ban hành.

## Cấu trúc
Luật có 8 chương, 79 điều, là đạo luật mới thay thế cho Luật Dạy nghề 2006, quy định chuyên ngành về giáo dục nghề nghiệp, chính thức có hiệu lực từ ngày 1 tháng 7 năm 2015.
| Chương | Tên                                                                        | Điều  | Tổng |
| ------ | -------------------------------------------------------------------------- | ----- | ---- |
| I      | Những quy định chung                                                       | 1–9   | 9    |
| II     | Cơ sở giáo dục nghề nghiệp                                                 | 10–31 | 22   |
| III    | Hoạt động đào tạo và hợp tác quốc tế trong giáo dục nghề nghiệp            | 32–50 | 19   |
| IV     | Quyền và trách nhiệm của doanh nghiệp trong hoạt động giáo dục nghề nghiệp | 51–52 | 2    |
| V      | Nhà giáo và người học                                                      | 53–64 | 12   |
| VI     | Kiểm định chất lượng giáo dục nghề nghiệp                                  | 65–70 | 6    |
| VII    | Quản lý nhà nước về giáo dục nghề nghiệp                                   | 71–74 | 4    |
| VIII   | Điều khoản thi hành                                                        | 75–79 | 5    |
| 8      | Tổng cộng                                                                  | 79    | 79   |

## Nội dung chính

### Tên gọi và hệ thống
Ban đầu, tuân thủ việc thực hiện nghị quyết về chương trình xây dựng luật, pháp lệnh theo nhiệm kỳ của Quốc hội khóa XIII, Chính phủ đã chỉ đạo MOLISA phối hợp với các cơ quan khác tổ chức xây dựng dự án Luật Sửa đổi, bổ sung một số điều của Luật Dạy nghề. Tuy nhiên, theo Hiến pháp 2013, không có thuật ngữ "dạy nghề" mà chỉ có thuật ngữ "giáo dục nghề nghiệp" và thuật ngữ "học nghề" tại Điều 61 quy định về giáo dục. Có nghĩa là việc học nghề, bao gồm cả học nghề ở trình độ sơ cấp, trung cấp và cao đẳng đều thuộc về giáo dục nghề nghiệp. Trên thế giới thường dùng thuật ngữ "Vocational Education and Training" (VET) với nghĩa giáo dục và đào tạo nghề hoặc "Technical Vocational Education and Training" (TVET) với nghĩa giáo dục kỹ thuật và đào tạo nghề và đều được hiểu chung theo nghĩa rộng là giáo dục nghề nghiệp (Vocational Education). Ban Soạn thảo nghiên cứu xét thấy Luật Giáo dục nghề nghiệp của nhiều nước sử dụng thuật nghữ VET hoặc TVET và có một số nước, sử dụng chính thuật ngữ "Vocational Education" cho tên luật – Vocational Education Law, chẳng hạn như Latvia, Trung Quốc, Cộng hòa Ireland. Do đó, để bảo đảm tuân thủ Hiến pháp và hội nhập với các nước trong khu vực và quốc tế, "Luật Sửa đổi, bổ sung một số điều của Luật Dạy nghề" được đổi tên thành "Luật Giáo dục nghề nghiệp" trong giai đoạn soạn thảo và ban hành. Bên cạnh đó, từ khi soạn thảo, có nhiều quan điểm về việc giao nhiệm vụ quản lý ngành này cho MOLISA hay Bộ Giáo dục và Đào tạo, luật định Chính phủ phân công, và sau đó Chính phủ đã ban hành nghị định phân công cơ quan quản lý là MOLISA.
Theo quy định của Luật Giáo dục 2005, giáo dục nghề nghiệp chỉ bao gồm: trung cấp chuyên nghiệp và dạy nghề. Trong dạy nghề lại có các trình độ sơ cấp nghề, trung cấp nghề và cao đẳng nghề. Theo đó, hệ thống giáo dục Việt Nam có 2 trình độ trung cấp, 2 trình độ cao đẳng và do 2 cơ quan quản lý khác nhau. Để khắc phục bất cập nêu trên, luật định cấu trúc lại hệ thống giáo dục quốc dân làm thay đổi toàn diện cấu trúc hệ thống giáo dục nghề nghiệp, với hệ thống giáo dục nghề nghiệp mới bao gồm trình độ sơ cấp; trình độ trung cấp và trình độ cao đẳng. Với việc cấu trúc lại hệ thống trình độ đào tạo, cơ sở giáo dục nghề nghiệp có sự đổi mới, gồm trung tâm giáo dục nghề nghiệp – thống nhất của trung tâm kỹ thuật, tổng hợp, hướng nghiệp và trung tâm dạy nghề; trường trung cấp – thống nhất của trường trung cấp chuyên nghiệp và trường trung cấp nghề; và trường cao đẳng – thống nhất của cao đẳng chuyên nghiệp và cao đẳng nghề. Thực chất là luật này đưa trường cao đẳng chuyên nghiệp tách khỏi giáo dục đại học, và giáo dục đại học chỉ còn trường đại học đào tạo trình độ đại học, thạc sĩ và tiến sĩ.

### Tự chủ, xã hội và quốc tế
Luật định cơ sở giáo dục nghề nghiệp tự chủ trong các hoạt động thuộc các lĩnh vực tổ chức và nhân sự, tài chính và tài sản, đào tạo và công nghệ, hợp tác quốc tế, bảo đảm chất lượng đào tạo theo quy định của pháp luật. Cơ sở giáo dục nghề nghiệp công lập tự bảo đảm toàn bộ kinh phí hoạt động chi thường xuyên và chi đầu tư được thực hiện tự chủ, tự chịu trách nhiệm toàn diện theo quy định của Chính phủ. Về tính xã hội, luật có quy định rằng doanh nghiệp tham gia hoạt động giáo dục nghề nghiệp với vai trò là chủ thể có quyền và trách nhiệm như nhau trong hoạt động giáo dục nghề nghiệp. Toàn bộ chi phí cho hoạt động giáo dục nghề nghiệp được trừ để tính thu nhập chịu thuế. Nội dung này không chỉ quy định trong luật này mà còn được cụ thể hơn trong pháp luật về thuế. Về tính quốc tế, luật có một mục riêng quy định về hợp tác quốc tế, như: quy định các hình thức, liên kết đào tạo với nước ngoài, thành lập văn phòng đại diện của cơ sở nước ngoài tại Việt Nam và văn phòng đại diện của cơ sở giáo dục nghề nghiệp Việt Nam tại nước ngoài, quy định việc công nhận tương đương đối với những người đã tốt nghiệp các trình độ đào tạo nghề nghiệp ở nước ngoài, quy định trình tự, thủ tục công nhận bằng, chứng chỉ giáo dục nghề nghiệp do cơ sở giáo dục nghề nghiệp nước ngoài cấp.

### Đào tạo

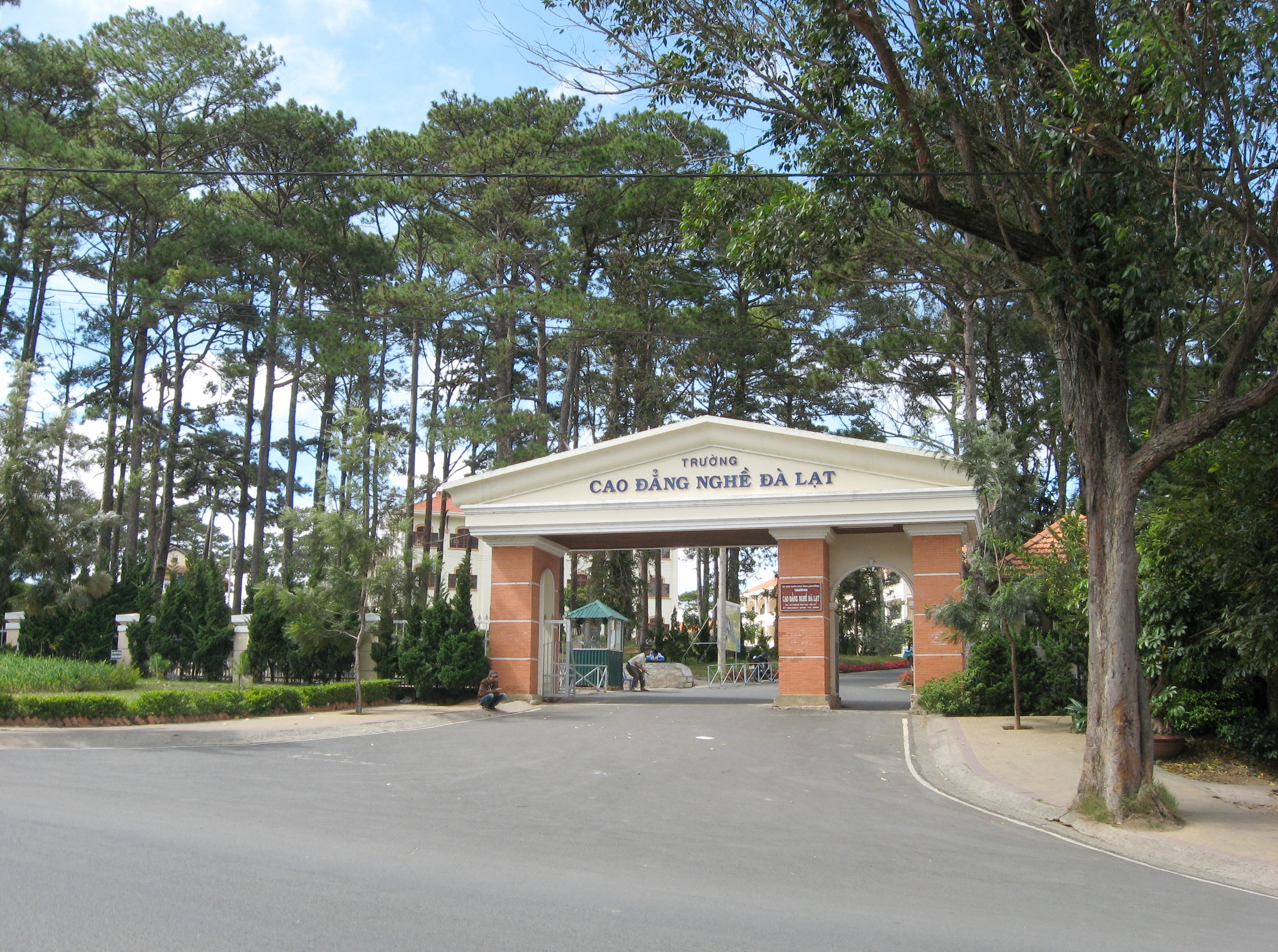
Trường Cao đẳng nghề Đà Lạt, một trong những cơ sở giáo dục dạy nghề hiện nay.

Trước hết, luật định cơ sở giáo dục nghề nghiệp được quyền tự chủ xác định chỉ tiêu tuyển sinh trên cơ sở điều kiện về số lượng, chất lượng đội ngũ nhà giáo, cơ sở vật chất và thiết bị đào tạo; được tuyển sinh nhiều lần trong năm; được tổ chức xét tuyển, thi tuyển hoặc kết hợp giữa xét tuyển, thi tuyển. Theo luật cũ thì người học sau quá trình học tập phải thi tốt nghiệp, nếu đạt mới được xem xét công nhận và cấp bằng tốt nghiệp. Luật này quy định nếu người học tích lũy đủ mô đun, tín chỉ theo quy định của chương trình đào tạo thì được xét công nhận tốt nghiệp và cấp bằng tốt nghiệp, không phải thi tốt nghiệp cuối khóa. Đối với người tốt nghiệp trình độ cao đẳng được cấp bằng cao đẳng và công nhận danh hiệu kỹ sư thực hành hoặc cử nhân thực hành tùy vào ngành nghề đào tạo.
Trước luật này, tổ chức đào tạo trong lĩnh vực giáo dục nghề nghiệp chỉ có phương thức đào tạo theo niên chế thì luật mới định rõ trong tổ chức quản lý đào tạo có thêm 2 phương thức đào tạo mới là đào tạo theo tích lũy mô đun và đào tạo theo tích lũy tín chỉ. Các cơ sở giáo dục có quyền lựa chọn phương thức đào tạo thích hợp. Theo phương thức này, hệ thống giáo dục theo hướng hệ thống mở, liên thông giữa các cấp trình độ đào tạo trong cùng nghề hoặc với các nghề khác hoặc liên thông lên trình độ cao hơn trong hệ thống giáo dục quốc dân; người học được coi là trung tâm của quá trình đào tạo, được học theo năng lực, điều kiện, hoàn cảnh của cá nhân, có thể học nhiều nội dung trong cùng thời gian và được công nhận theo hình thức tích lũy các năng lực; người học có thể học rút ngắn hoặc kéo dài thời gian học tập hoàn toàn phụ thuộc vào năng lực, điều kiện, hoàn cảnh của cá nhân người học. Về chương trình đào tạo, luật định rằng Nhà nước không ban hành chương trình khung như luật cũ, mà giao cho các cơ sở giáo dục nghề nghiệp tự chủ xây dựng chương trình đào tạo. Về thời gian đào tạo thì trình độ trung cấp đối với người có bằng tốt nghiệp trung học cơ sở trở lên là từ 1–2 năm học tùy theo nghề đào tạo khi học theo niên chế của luật cũ thì theo quy định luật này là từ 3–4 năm do phải học thêm văn hóa trung học phổ thông. Với người có bằng tốt nghiệp trung học cơ sở, nếu có nguyện vọng tiếp tục học lên trình độ cao hơn thì phải tích lũy thêm nội dung văn hóa trung học phổ thông. Theo đó, nội dung văn hóa trung học phổ thông không trở thành nội dung bắt buộc đối với người học như luật cũ, không phụ thuộc vào số năm học.

### Nhà giáo và người học
Với người học, luật định người học được miễn học phí đối với các đối tượng chính sách xã hội; đối với người học tốt nghiệp trung học cơ sở – lớp 9 – khi học trung cấp, đối với những nghề khó tuyển sinh nhưng xã hội có nhu cầu và những ngành nghề đặc thù. Người học được hưởng chính sách nội trú đối với người dân tộc thiểu số thuộc hộ nghèo, cận nghèo, người khuyết tật; người dân tộc Kinh thuộc hộ nghèo, cận nghèo, người khuyết tật có hộ khẩu thường trú tại vùng có điều kiện kinh tế – xã hội đặc biệt khó khăn, vùng dân tộc thiểu số, biên giới, hải đảo; học sinh trường phổ thông dân tộc nội trú khi học trình độ trung cấp, trình độ cao đẳng. Người học sau khi tốt nghiệp được tuyển dụng vào các cơ quan nhà nước, tổ chức chính trị – xã hội, đơn vị sự nghiệp công lập; được hưởng tiền lương theo thỏa thuận với người sử dụng lao động dựa trên vị trí việc làm, năng lực làm việc nhưng không được thấp hơn mức lương tối thiểu, mức lương cơ sở hoặc khởi điểm. Với nhà giáo, luật cũ quy định nhà giáo dạy nghề không có chức danh, không có thang bảng lương riêng; chính sách tôn vinh, đãi ngộ thiệt thòi. Luật này khắc phục các bất cập đó, đã quy định các chức danh đối với nhà giáo trong cơ sở giáo dục nghề nghiệp, quy định thang bảng lương gắn với chức danh, quy định rõ chính sách tôn vinh là nhà giáo nhân dân, nhà giáo ưu tú, kéo dài thời gian làm việc với những nhà giáo có trình độ, học hàm, học vị, có tay nghề cao. Nhà giáo dạy thực hành, vừa dạy lý thuyết thực hành được hưởng phụ cấp ưu đãi theo quy định của Chính phủ.